# Workspace
Workspace — единственная в России онлайн-платформа, специализирующаяся на проведении B2B тендеров в сфере цифровых услуг. Проект запущен в 2016 году генеральным директором Proactivity Group Сергеем Бесшабашновым, основателем CMS Magazine и Рейтинг Рунета. По состоянию на 2025 год на платформе зарегистрировано 18 тысяч агентств и 70 тысяч диджитал-специалистов, проведено 12 тысяч тендеров.

## Описание
Платформа предоставляет бизнесу возможность бесплатно организовывать тендеры, а агентствам — участвовать в них. Доступны два формата: открытые тендеры, видимые всем зарегистрированным участникам, и закрытые — с приглашением определенных подрядчиков.
Система позволяет осуществлять поиск и фильтрацию агентств по различным параметрам: специализации, географическому расположению, участию в рейтингах и конкурсах, наличию отзывов и используемым инструментам.
Платформа включает информационный раздел с публикацией исследований рынка, методических материалов и документации. В разделе «Медиа» агентства и специалисты могут публиковать новости, кейсы, видео, анонсы мероприятий и статьи.

## Исследования рынка
Платформа проводит регулярные исследования рынка digital-услуг: анализирует способы поиска подрядчиков, критерии их выбора и ожидания заказчиков. Результаты исследований отражают изменения в поведении участников рынка и тенденции отрасли.

## Workspace Digital Awards
С 2023 года платформа ежегодно организует международную премию диджитал-кейсов Workspace Digital Awards. В 2024 году на конкурс было представлено 1058 кейсов, инвестиции в организацию премии составили около 9 миллионов рублей. Среди лауреатов — проекты крупных компаний, включая банк «Открытие», «Газпромбанк лизинг», Студию Артемия Лебедева и других.

## Рейтинги
Платформа регулярно публикует отраслевые рейтинги с открытой методологией расчета показателей:
- Рейтинг медийности агентств
- Рейтинг самых награждаемых агентств
- Рейтинг медийности ТОП-менеджеров агентств

Попадание в рейтинг повышает позицию агентства во внутреннем ранжировании площадки.